# Niedźwiada (Basses-Carpates)
Pour les articles homonymes, voir Niedźwiada.
Niedźwiada est une localité polonaise de la gmina de Ropczyce, située dans le powiat de Ropczyce-Sędziszów en voïvodie des Basses-Carpates.